# Wenzigerode
Wenzigerode ist ein Ortsteil der Gemeinde Bad Zwesten im Schwalm-Eder-Kreis in Nordhessen. Er liegt nördlich des Verwaltungssitzes Bad Zwesten.

## Geographie
Wenzigerode liegt unmittelbar östlich außerhalb des Naturparks Kellerwald-Edersee im Hessenwald, auf einem flachen Rücken zwischen den beiden in unmittelbarer Ortsnähe entspringenden und nach Süden verlaufenden Bächen „Scherengraben“ im Westen und „Bach im Teichgrund“ im Osten, die den „Ebersberg“ (351,5 m ü. NN) westlich bzw. östlich umfließen und sich beim Herrenhaus Betzigerode vereinigen. Im Norden erhebt sich die „Katze“ (412,7 m ü. NN), im Südosten der Ebersberg.

## Geschichte

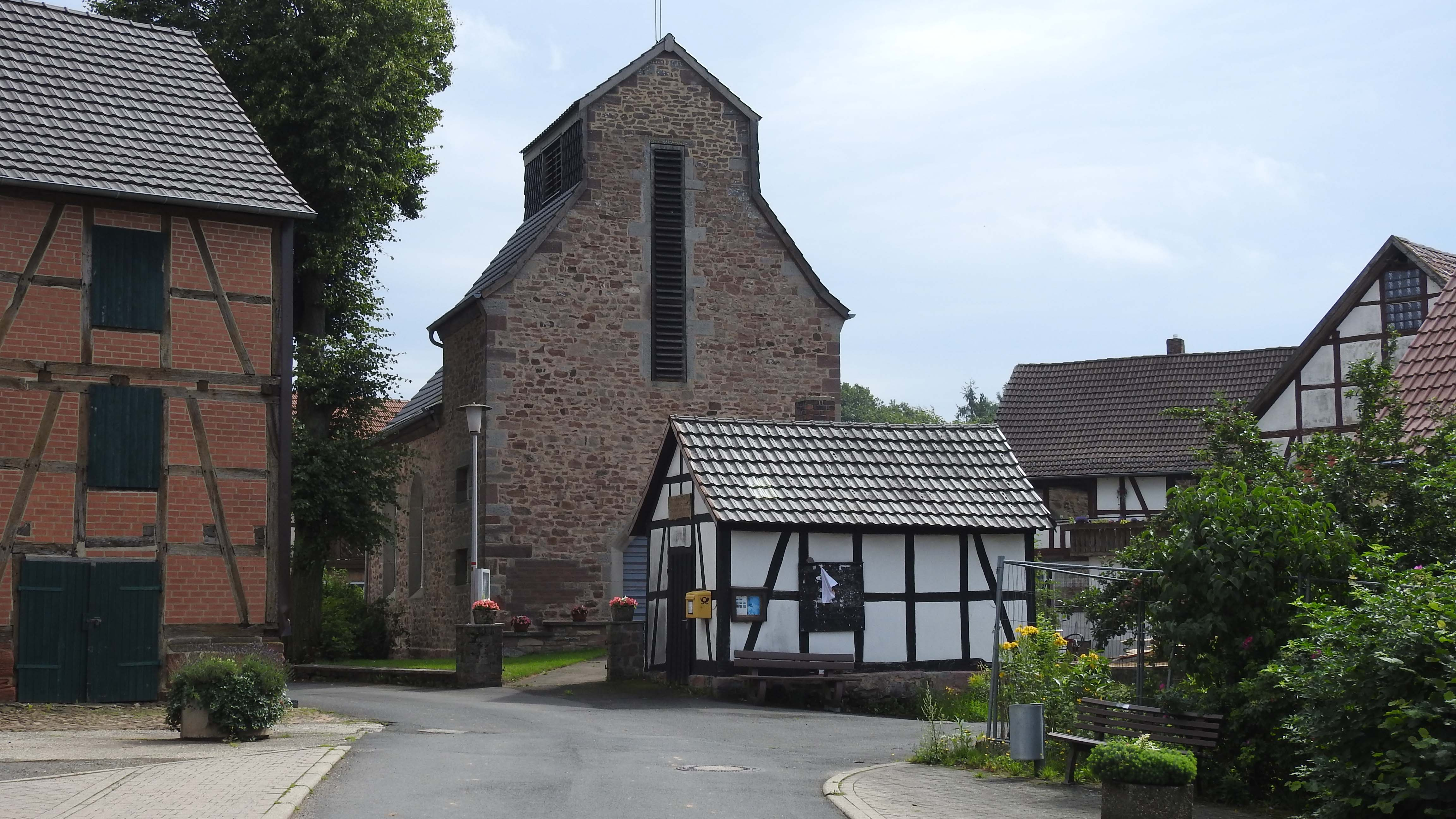
Kirche in Wenzigerode

Die älteste bekannte urkundliche Erwähnung des Orts Wencenrode datiert auf das Jahr 1349. Das Dorf war jahrhundertelang Adelsbesitz, wobei sich die meiste Zeit die Herren von Löwenstein und die Grafen von Waldeck die Herrschaft im Ort teilten. Gegen Ende des 17. Jahrhunderts meldeten auch die Landgrafen von Hessen-Kassel ernsthafte Ansprüche an. Der Streit zwischen Waldeck und Hessen-Kassel eskalierte, und im Jahre 1705 besetzte der landgräfliche Amtmann von Borken das Dorf und nahm es für seinen Landesherrn in Besitz. Der daraufhin von Waldeck beim Reichshofrat in Wien eingelegte Protest endete nach elf Jahren damit, dass Wenzigerode 1716 Waldeck zugesprochen wurde. Dies war jedoch nicht das Ende des Streits, und nach mehr als zwanzig Jahren weiterer Auseinandersetzungen trat Fürst Karl August von Waldeck und Pyrmont, der die Schuldenlast seines kleinen Landes zu reduzieren suchte, 1738 alle seine Rechte in Wenzigerode einschließlich des Kirchenpatronats für eine entsprechende Summe an Hessen-Kassel ab.
Mit der Annexion von Kurhessen 1866 durch Preußen kam auch Wenzigerode an Preußen. Seit der Auflösung Preußens gehört Wenzigerode zu Hessen.
Nach der Einrichtung des Fliegerhorsts Fritzlar im Frühjahr 1938 wurde ein etwa 6 ha großes Waldstück etwa 2 km nordöstlich von Wenzigerode, im Hinterwald, als Zielgebiet für Bombenabwürfe durch Junkers Ju 88 im Sturzkampfflug benutzt.
Im Zuge der Gebietsreform in Hessen wurde die bis dahin selbständige Gemeinde zum 31. Dezember 1971 auf freiwilliger Basis nach Bad Zwesten eingemeindet.  Für Wenzigerode wurde, wie für alle durch die Gebietsreform eingegliederten Ortsteile, ein Ortsbezirk mit Ortsbeirat und Ortsvorsteher eingerichtet.

## Bevölkerung
Einwohnerstruktur 2011
Nach den Erhebungen des Zensus 2011 lebten am Stichtag, dem 9. Mai 2011, in Wenzigerode 177 Einwohner. Darunter waren 6 (3,4 %) Ausländer.
Nach dem Lebensalter waren 30 Einwohner unter 18 Jahren, 60 zwischen 18 und 49, 39 zwischen 50 und 64 und 81 Einwohner waren älter. Die Einwohner lebten in 75 Haushalten. Davon waren 15 Singlehaushalte, 24 Paare ohne Kinder und 27 Paare mit Kindern, sowie 9 Alleinerziehende und keine Wohngemeinschaften. In 18 Haushalten lebten ausschließlich Senioren und in 39 Haushaltungen lebten keine Senioren.
Einwohnerentwicklung
 Quelle: Historisches Ortslexikon
- 1724: 18 Personen
- 1742 und 1747: 16 Häuser bzw. Hausgesesse

| Wenzigerode: Einwohnerzahlen von 1775 bis 2021 | Wenzigerode: Einwohnerzahlen von 1775 bis 2021 | Wenzigerode: Einwohnerzahlen von 1775 bis 2021 | Wenzigerode: Einwohnerzahlen von 1775 bis 2021 | Wenzigerode: Einwohnerzahlen von 1775 bis 2021 |
| --- | ---------------------------------------------- | ---------------------------------------------- | ---------------------------------------------- | ---------------------------------------------- |
| Jahr |                                                |                                                |                                                | Einwohner                                      |
| 1775 | 1775                                           |                                                | 91                                             | 91                                             |
| 1800 | 1800                                           |                                                | ?                                              | ?                                              |
| 1834 | 1834                                           |                                                | 128                                            | 128                                            |
| 1840 | 1840                                           |                                                | 124                                            | 124                                            |
| 1846 | 1846                                           |                                                | 134                                            | 134                                            |
| 1852 | 1852                                           |                                                | 114                                            | 114                                            |
| 1858 | 1858                                           |                                                | 118                                            | 118                                            |
| 1864 | 1864                                           |                                                | 130                                            | 130                                            |
| 1871 | 1871                                           |                                                | 127                                            | 127                                            |
| 1875 | 1875                                           |                                                | 114                                            | 114                                            |
| 1885 | 1885                                           |                                                | 100                                            | 100                                            |
| 1895 | 1895                                           |                                                | 96                                             | 96                                             |
| 1905 | 1905                                           |                                                | 101                                            | 101                                            |
| 1910 | 1910                                           |                                                | 108                                            | 108                                            |
| 1925 | 1925                                           |                                                | 188                                            | 188                                            |
| 1939 | 1939                                           |                                                | 145                                            | 145                                            |
| 1946 | 1946                                           |                                                | 250                                            | 250                                            |
| 1950 | 1950                                           |                                                | 252                                            | 252                                            |
| 1956 | 1956                                           |                                                | 209                                            | 209                                            |
| 1961 | 1961                                           |                                                | 191                                            | 191                                            |
| 1967 | 1967                                           |                                                | 163                                            | 163                                            |
| 1980 | 1980                                           |                                                | ?                                              | ?                                              |
| 1990 | 1990                                           |                                                | ?                                              | ?                                              |
| 2000 | 2000                                           |                                                | ?                                              | ?                                              |
| 2011 | 2011                                           |                                                | 177                                            | 177                                            |
| 2014 | 2014                                           |                                                | 176                                            | 176                                            |
| 2018 | 2018                                           |                                                | 173                                            | 173                                            |
| 2021 | 2021                                           |                                                | 167                                            | 167                                            |
| Datenquelle: Historisches Gemeindeverzeichnis für Hessen: Die Bevölkerung der Gemeinden 1834 bis 1967. Wiesbaden: Hessisches Statistisches Landesamt, 1968. Weitere Quellen: ; Gemeinde Bad Zwesten:; Zensus 2011 |                                                |                                                |                                                |                                                |

 Historische Religionsangehörigkeit 
Der Ort wurde mit der Einführung der Reformation in Waldeck protestantisch, und erst im 20. Jahrhundert zogen auch katholische Einwohner ins Dorf:
| Quelle: Historisches Ortslexikon |                                                                   |
| • 1861:                          | 125 evangelisch-lutherische, ein römisch-katholischer Einwohner.  |
| • 1885:                          | 100 evangelische (= 100 %) Einwohner                              |
| • 1961:                          | 173 evangelische (= 90,58 %), 17 katholische (= 8,90 %) Einwohner |

Historische Erwerbstätigkeit
| • 1961 | Erwerbspersonen: 36 Land- und Forstwirtschaft, 26 Produzierendes Gewerbe, 6 Handel und Verkehr, 20 Dienstleistungen und Sonstiges |

## Politik
Für Wenzigerode besteht ein Ortsbezirk (Gebiete der ehemaligen Gemeinde Wenzigerode) mit Ortsbeirat und Ortsvorsteher nach der Hessischen Gemeindeordnung. Der Ortsbeirat besteht aus fünf Mitgliedern.
Bei den Kommunalwahlen in Hessen 2021 betrug die Wahlbeteiligung zum Ortsbeirat Wenzigerode 60,42 %. Alle Kandidaten gehörten der „Wenzigeroder Liste“ an. Der Ortsbeirat wählte Bernhard Rose zum Ortsvorsteher.

## Verkehr
Durch den Ort führt die Kreisstraße K 74 von der Bundesstraße 3 nordöstlich von Bad Zwesten über Betzigerode nach Bad Wildungen.
Der vom Projekt Ars Natura mit Kunstwerken ausgestattete Barbarossaweg führt nahe am Ort vorbei; der Kunstwanderweg Ars Natura X 8 a verläuft als Rundweg zwischen Wenzigerode und dem Kernort Bad Zwesten.